# 奥尔迪斯·贝尔津什
奥尔迪斯·贝尔津什（1956年10月3日—），生于特拉华州威尔明顿，美国男子排球运动员。他曾代表美国国家队参加1984年夏季奥林匹克运动会排球比赛，获得一枚金牌。